# Saint-Laurent-en-Caux
Saint-Laurent-en-Caux là một xã thuộc tỉnh Seine-Maritime trong vùng Normandie miền bắc nước Pháp.

## Dân số
| 1962                                            | 1968 | 1975 | 1982 | 1990 | 1999 | 2006 |
| ----------------------------------------------- | ---- | ---- | ---- | ---- | ---- | ---- |
| 559                                             | 588  | 601  | 640  | 725  | 732  | 808  |
| Starting in 1962: Population without duplicates |      |      |      |      |      |      |